# Lena Edlund
Lena Cecilia Edlund (* 1967) ist eine schwedische Wirtschaftswissenschaftlerin und Hochschullehrerin.

## Wissenschaftlicher Werdegang, Forschung und Lehre
Edlund studierte an der Handelshochschule Stockholm, an der sie 1989 zunächst als Bachelor of Arts und 1996 als Ph.D. graduierte. Nachdem sie bereit 1994 bis 1995 als Experte für Women and Gender Equality bei der UNESCO tätig gewesen war, ging sie nach Abschluss des Studiums Gast-Assistant-Professor an die University of Michigan. 1997 kehrte sie an die Handelshochschule Stockholm zurück, zog aber 1999 als Assistant Professor an der Columbia University zurück in die Vereinigten Staaten. Dort wurde sie 2002 zum Associate Professor befördert, seit 2009 hat sie einen Tenure-Track. 2010 übernahm sie parallel eine Associate-Professur an der Fakultät für Policy Analysis und Management der Cornell University.
Edlunds Arbeitsschwerpunkte liegen in der Geschlechterökonomie, dabei untersuchte sie insbesondere die ökonomischen Auswirkungen von Eheschließungen, Prostitution sowie Alleinerziehenden etwa auf die Arbeitsökonomik.   
Zwischen 2003 und 2010 war Edlund Research Fellow am Bonner Forschungsinstitut zur Zukunft der Arbeit, seit 2010 ist sie Research Associate am National Bureau of Economic Research sowie seit 2014  Research Affiliate bei CESifo. Sie gehört seit 2012 zu den Herausgebern des Periodikums Economica, seit 2013 zum Herausgebergremium des Journal of Comparative Economics.